# USS Pennsylvania (1837)
USS Pennsylvania – amerykański żaglowy okręt liniowy, który wszedł do służby w 1837. Na czterech pokładach mógł przenosić do 120 dział i był największym okrętem żaglowym, jaki służył w US Navy.

## Historia
USS „Pennsylvania” należał do serii dziewięciu żaglowych okrętów liniowych które miały być wyposażone  przynajmniej w 74 działa, których budowę autoryzował kongres 29 kwietnia 1816. Stępkę pod jednostkę położono we wrześniu 1821 w filadelfijskiej Stoczni Marynarki Wojennej. Problemy z finansowaniem budowy sprawiły, że wodowanie nastąpiło dopiero 18 lipca 1837.
Planowano ze okręt będzie wyposażony w 136 dział jednak zamiast tego otrzymał jedynie 34. W styczniu 1838 z niepełną załogą udał się do portu w Norfolk, gdzie w stoczni jego dno miało zostać obite miedzią. W 1842 został przekształcony w stacjonarny okręt koszarowy stacjonujący w Norfolk. 20 kwietnia 1861 aby nie dopuścić do przejęcia przez siły Konfederatów został  spalony.